# Bondi Rescue
Bondi Rescue es un programa australiano estrenado el 15 de febrero del 2006 por medio de la cadena Network Ten.
El programa fue creado por el socorrista a tiempo parcial Ben Davies y el productor Michael Cordell, es narrada por el presentador Osher Günsberg.
En ella han aparecido actores, comediantes, deportistas y músicos como Russell Crowe, Rowan Atkinson, Hugh Grant, Alessandro Del Piero, Zac Efron, David Hasselhoff, Kelly Slater, Richard Branson, Snoop Dogg, Steve Irwin, Bindi Irwin, Paris Hilton, Chris Brown, entre otros...

## Historia
El programa sigue a los socorristas municipales que patrullan en las playas de Bondi, Tamarama y Bronte, y el trabajo que hacen salvando la vida de las personas.
El 12 de octubre de 2022, se anunció oficialmente que la serie había sido renovada por una decimoséptima temporada que se estrenó el 19 de abril de 2023, tras un parón de un año debido a la pandemia de COVID-19 y a las malas condiciones meteorológicas.

## Resumen
Los socorristas de Bondi realizan unos cinco mil rescates en verano. También se ocupan de otros incidentes, como niños perdidos, sustos de tiburones, picaduras de carabelas portuguesas, lesiones, desviaciones sexuales, bañistas ebrios y ladrones en la playa. 
Bondi también celebra su desafío anual "Lifeguard Ironman Challenge", que pone a prueba las habilidades de cada socorrista y que suele consistir en una carrera de un kilómetro desde Bondi hasta la playa local de Tamarama, después un kilómetro de natación hasta la cercana playa de Bronte, seguido de dos kilómetros de remo con tabla de regreso a Bondi. La carrera es por etapas: los nadadores y los remadores más expertos salen más tarde de Bondi (hasta doce minutos, según el número de competidores).
Las imágenes de la serie se graban durante el verano australiano precedente (normalmente entre diciembre y febrero), y algunos episodios reflejan incidentes ocurridos durante el día de Navidad, el día de Año Nuevo y el día de Australia.
Muchas tablas de salvamento y motos acuáticas llevan incorporada una cámara para filmar de cerca. Cuando se considera seguro hacerlo, el cámara acompaña a los socorristas mar adentro e incluso ha tenido que ayudar en operaciones de rescate en varias ocasiones.
La productora paga al Ayuntamiento de Waverley un canon de acceso para filmar el programa en Bondi. A los socorristas se les paga una licencia aparte por el uso de sus imágenes en la serie.

## Bondi Rescue: Bali
Una serie derivada de nueve capítulos, titulada Bondi Rescue: Bali, ambientada en Bali (Indonesia), se estrenó el 10 de septiembre de 2008. La serie siguió durante dos meses a las delegaciones de socorristas de Bondi cuando se les asignó una misión de dos meses en la playa de Kuta, donde tuvieron que hacer frente a un clima más húmedo, una playa mucho más grande, un oleaje excepcionalmente fuerte y la ausencia del equipo de rescate que tenían en casa (incluso en las ambulancias), lo que la convirtió en la playa vigilada más mortífera del mundo: doce víctimas mortales en un año de media. Se unen a los cien socorristas locales, supervisados por el popular cantante Marcello Arayafaya, en un programa oficial de intercambio internacional.
El spin-off no obtuvo buenos resultados de audiencia y fue cancelado tras cuatro episodios, aunque toda la serie se emitió en el extranjero.

## Salvavidas
| Nombre                                | Ocupación               | Años como Salvavidas | Episodios | Duración        |
| ------------------------------------- | ----------------------- | -------------------- | --------- | --------------- |
| Bruce "Hoppo" Hopkins                 | Salvavidas / Jefe       | -                    | 88        | 2006 - presente |
| Dean "Deano" Gladstone                | Salvavidas              | -                    | 90        | 2006 - presente |
| Andrew "Reidy" Reid                   | Salvavidas              | -                    | 85        | 2006 - presente |
| Trent "Maxi" Maxwell                  | Salvavidas              | 7 años +             | 79        | 2006 - presente |
| Ryan "Whippet/Whip" Clark             | Salvavidas              | -                    | 75        | 2006 - presente |
| Anthony "Harries" Caroll              | Salvavidas              | 18 años +            | 73        | 2006 - presente |
| Chris "Chappo/Chips" Chapman          | Salvavidas              | -                    | 66        | 2006 - presente |
| Kristian "Yatesy/Kris" Yates          | Salvavidas              | -                    | 60        | 2006 - presente |
| Greg "Bisho" Bishop                   | Salvavidas              | -                    | 48        | 2006 - presente |
| Rod "Kerrbox" Kerr                    | Salvavidas              | 20 años +            | 34        | 2006 - presente |
| Tom "Egg" Bunting                     | Salvavidas              | -                    | 31        | 2007 - presente |
| Matthew "Matt/Matty" Dee              | Salvavidas              | -                    | 23        | 2008 - presente |
| Kailan "KC" Collins                   | Salvavidas              | -                    | 5         | 2008 - presente |
| Quinn "Quinno" Darragh                | Salvavidas / Paramédico | -                    | 4         | 2009 - presente |
| Troy "Gonzo/Gonz" Quinlan             | Salvavidas              | 9 años +             | 39        | 2009 - presente |
| Aaron "Azza" Graham                   | Salvavidas              | 16 años +            | 37        | 2009 - presente |
| Jake Nolan                            | Salvavidas              | 5 años +             | 35        | 2009 - presente |
| Daniel "Beardy" McLaughlin            | Salvavidas              | -                    | 17        | 2009 - presente |
| Terry "Tezz" McDermott                | Salvavidas              | -                    | 15        | 2009 - presente |
| Ben "Quiggers" Quigley                | Salvavidas              | -                    | 8         | 2009 - presente |
| Michael "Mouse/Black Cloud" Jenkinson | Salvavidas              | -                    | 31        | 2009 - presente |
| Liam "Itchy" Taylor                   | Salvavidas              | -                    | 3         | 2009 - presente |
| Corey Oliver                          | Salvavidas              | -                    | 2         | 2009 - presente |
| Jesse "Jess" Pollock                  | Salvavidas              | -                    | 10        | 2010 - presente |
| Max Ayshford                          | Salvavidas              | 4 años +             | 7         | 2011 - presente |
| Bobby "Yak" Yaldwin                   | Salvavidas / Paramédico | -                    | 5         | 2012 - presente |
| Harrison "Lionel/Hutz" Reid           | Salvavidas / Aprendiz   | 1 año +              | 9         | 2014 - presente |
| Nicola Atherton                       | Salvavidas / Aprendiz   | -                    | 4         | 2014 - presente |
| Luke "Louie" Daniels                  | Salvavidas              | -                    | 3         | ¿? - presente   |
| Aaron Buchan                          | Salvavidas              | -                    | -         | 2014 - presente |
| Ben "Benny" Davies                    | Salvavidas              | -                    | 2         | 2014 - presente |
| Danny McKell                          | Salvavidas              | -                    | 2         | 2014 - presente |
| Trent "Singlets" Falson               | Salvavidas              | -                    | 2         | 2015 - presente |
| Anthony "Glick" Glick                 | Salvavidas / Aprendiz   | -                    | 2         | 2015 - presente |
| Jethro "Jeff" James                   | Salvavidas / Aprendiz   | .                    | 2         | 2015 - presente |
| Mario Marfella                        | Salvavidas / Aprendiz   | -                    | 2         | 2015 - presente |

### Antiguos Salvavidas
| Nombre                        | Ocupación                          | N.º de episodios | Duración    |
| ----------------------------- | ---------------------------------- | ---------------- | ----------- |
| Corey Adams                   | Salvavidas                         | 30               | 2006 - 2013 |
| Kyle Pao                      | Salvavidas de Intercambio de Hawái | 21               | 2008 - 2011 |
| Dunstan "Dunno" Foss          | Salvavidas                         | 24               | 2009 - 2014 |
| Harry "H"/"H-man" Nightingale | Salvavidas                         | 21               | 2009 - 2015 |
| Brad "Mal" Malyon             | Salvavidas                         | 21               | 2009 - 2014 |
| Ben Sutherland                | Salvavidas                         | 24               | 2009 - 2013 |
| Blake McKeown                 | Salvavidas                         | 21               | 2007 - 2013 |
| Kobi Graham                   | Salvavidas                         | 34               | 2009 - 2013 |
| Adrian "Taco" Kovacic         | Salvavidas / Aprendiz (un año)     | 14               | 2010 - 2014 |
| Adriel "Bacon" Young          | Salvavidas                         | -                | -           |
| Andrew "Pine" O'Sullivan      | Salvavidas                         | -                | -           |
| Beau Day                      | Salvavidas                         | -                | -           |
| Brooke Cassell                | Salvavidas                         | -                | -           |
| Chris "Thaney" Thane          | Salvavidas                         | -                | -           |
| Derek Recio                   | Salvavidas                         | -                | -           |
| Des "The Chairman" Burke      | Salvavidas                         | -                | -           |
| John "Johnny" Robson          | Salvavidas                         | -                | -           |
| Matthew Burke                 | Salvavidas                         | -                | -           |
| Nathan Anson                  | Salvavidas                         | -                | -           |
| Sean Carroll                  | Salvavidas                         | -                | -           |
| Scotty Thomson                | Salvavidas                         | -                | -           |
| Temika Wright                 | Salvavidas de Intercambio          | -                | -           |

## Episodios
- La primera temporada estuvo conformada por 8 episodios.
- La segunda temporada estuvo conformada por 10 episodios.
- La tercera temporada estuvo conformada por 14 episodios.
- La cuarta temporada estuvo conformada por 13 episodios.
- La quinta temporada estuvo conformada por 13 episodios.
- La sexta temporada estuvo conformada por 14 episodios.
- La séptima temporada estuvo conformada por 13 episodios.
- La octava temporada estuvo conformada por 13 episodios.
- La novena temporada estuvo conformada por 13 episodios.
- La décima temporada estuvo conformada por 13 episodios.
- La decimoprimera temporada estuvo conformada por 12 episodios.
- La decimosegunda temporada estuvo conformada por 13 episodios.
- La decimotercera temporada estuvo conformada por 10 episodios.
- La decimocuarta temporada estuvo conformada por 10 episodios.
- La decimoquinta temporada estuvo conformada por 10 episodios.
- La decimosexta temporada estuvo conformada por 10 episodios.
- La decimoséptima temporada estuvo conformada por 10 episodios.

## Premios y nominaciones

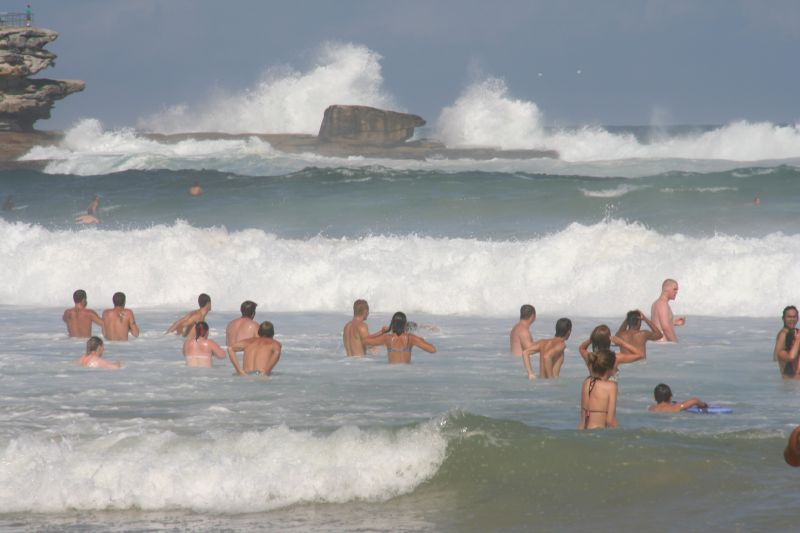
Bondi Beach

| Año  | Categoría                            | Premio      | Nominado (a)  | Resultado |
| ---- | ------------------------------------ | ----------- | ------------- | --------- |
| 2014 | Most Popular Reality Program         | Logie Award | Bondi Rescue  | Nominado  |
| 2013 | Most Popular Factual Program         | Logie Award | Bondi Rescue  | Ganó      |
| 2012 | Most Popular Factual Program         | Logie Award | Bondi Rescue  | Ganó      |
| 2011 | Most Popular Factual Program         | Logie Award | Bondi Rescue  | Ganó      |
| 2011 | Most Outstanding Factual Program     | Logie Award | Bondi Rescue  | Nominado  |
| 2010 | Most Popular Factual Program         | Logie Award | Bondi Rescue  | Ganó      |
| 2010 | Most Outstanding Factual Program     | Logie Award | Bondi Rescue  | Nominado  |
| 2009 | Most Popular Factual Program         | Logie Award | Bondi Rescue  | Ganó      |
| 2009 | Best Editing in Television Non-Drama | ASE Award   | Melanie Annan | Nominada  |
| 2008 | Most Popular Factual Program         | Logie Award | Bondi Rescue  | Ganó      |
| 2008 | Most Outstanding Factual Program     | Logie Award | Bondi Rescue  | Nominado  |

## Locaciones
- El programa gira en torno en la popular playa conocida como "Bondi Beach" ubicada en Sídney, Nueva Gales del Sur, Australia.

## Producción
El programa fue creado por Ben Davies y es narrado por Osher Günsberg. Cuenta con la participación de los productores Martin Baker, Nia Pericles, Mark Hooper, Nick Robinson, Rachale Davies, Liam Taylor y Madeleine Hetherton, y por los productores ejecutivos Michael Cordell y Nick Murray.
En el 2010 el salvavidas Troy "Gonzo" Quinlan le salvó la vida al hijo del famoso actor Philip Seymour Hoffman.

### Emisión en otros países[13]
| País          | Cadenas | Fecha de Inicio | Fecha de Finalización |
| ------------- | ------- | --------------- | --------------------- |
| Alemania      | -       | -               | -                     |
| Bélgica       | -       | -               | -                     |
| Dinamarca     | -       | -               | -                     |
| Holanda       | -       | -               | -                     |
| Hong Kong     | -       | -               | -                     |
| Irlanda       | -       | -               | -                     |
| Italia        | -       | -               | -                     |
| Finlandia     | -       | -               | -                     |
| Noruega       | -       | -               | -                     |
| Nueva Zelanda | -       | -               | -                     |
| Reino Unido   | -       | -               | -                     |
| Suecia        | -       | -               | -                     |
| Turquía       | -       | -               | -                     |
| España        | Odisea  | -               | -                     |